# Cuerpo de Vigilancia
El Cuerpo de Vigilancia, posteriormente denominado Cuerpo de Investigación y Vigilancia, fue una institución armada española que existió desde el siglo XIX hasta poco después del final de la Guerra Civil Española. Sus labores no deben confundirse con las funciones del Cuerpo de Seguridad, la cual se encargaba de la seguridad ciudadana y del mantenimiento del orden público. Constituye un antecedente del actual Cuerpo Nacional de Policía.

## Historia

### Orígenes y desarrollo posterior
La policía española tiene sus orígenes ya en 1824, pero a lo largo del siglo XIX sufrió numerosos cambios en su organización y composición. Ya en 1852 un Decreto ley estableció la división de la denominada «Policía Gubernativa»: los policías uniformados pasarían a constituir el Cuerpo de Seguridad y los policías no uniformados pasarían a constituir el Cuerpo de Vigilancia. Pero el cuerpo de Vigilancia todavía sufriría varios cambios más hasta que en 1886-1887 se volvieron a reorganizar los servicios policiales, nuevamente divididos en un cuerpo de Seguridad (policía uniformada) y de Vigilancia (policía de paisano).
El real decreto de 27 de octubre de 1887 fue importante en este sentido, ya que aprobó el reglamento interno del cuerpo y confirió una estructura organizativa a la acción policial. Así, el cuerpo de Vigilancia —de carácter civil y cuyos miembros iban vestidos de civil— pasó a quedar estructurado en dos escalas, una "técnica" y otra "auxiliar". Los miembros Escala técnica se dividían en agentes de 1.ª, 2.ª y 3.ª clase, inspectores de 1.ª y 2.ª clase, comisarios de 1.ª, 2.ª y 3.ª clase, comisarios jefes, secretarios generales y comisarios generales, mientras que los miembros de la Escala auxiliar se dividían en agentes de 1.ª, 2.ª y 3.ª clase, taquígrafos-mecanógrafos, y vigilantes conductores de 1.ª, 2.ª y 3.ª clase. A nivel provincial, a la cabeza de la organización policial se situaba un Comisario jefe, que estaba al frente tanto del cuerpo de Vigilancia como del de Seguridad. Con el cambio de siglo se produjeron nuevos cambios. En 1905 un real decreto dividió la organización del Cuerpo de Vigilancia en tres ramas: Seguridad, Vigilancia y Servicios Especiales. Al año siguiente se aprobó otra importante medida como fue la constitución de una Academia Teórico-Práctica para la formación de Policías; esta tuvo su sede en Madrid —no sería inaugurada hasta 1908— aunque pronto se autorizó la apertura de otra sede en Barcelona.
A partir de 1912 el cuerpo pasó a depender de la Dirección General de Seguridad, organismo recientemente constituido.
En 1930, siendo director general de Seguridad el general Emilio Mola, volvió a reorganizarse la estructura interna del Cuerpo de Vigilancia, que a nivel provincial pasaría a depender de las Jefaturas superiores de policía (que a su vez dependían directamente de la Dirección General de Seguridad, con sede en Madrid).

### Segunda República y Guerra civil
La llegada de la Segunda República trajo cambios al cuerpo. En enero de 1933 entró en vigor una reorganización por la cual se adoptó una nueva denominación, la de «Cuerpo de Investigación y Vigilancia», y el cuerpo pasaría a estar compuesto por 7 comisarios generales, 10 comisarios jefes, 30 comisarios de 1.ª clase, 50 comisarios de 2.ª, 70 comisarios de 3.ª, 170 inspectores de 1.ª clase, 250 inspectores de 2.ª, 820 agentes de 1.ª clase, 1.090 agentes de 2.ª clase y 950 agentes de 3.ª clase. En total, el cuerpo quedó formado por 3.947 miembros de la Escala Técnica. Las autoridades republicanas también procedieron a una limitada purga entre los miembros del cuerpo, muchos de ellos destacados durante la monarquía o la Dictadura de Primo de Rivera. Ya en 1931 habían sido separados del cuerpo unos 54 miembros del mismo, de entre los cuales el caso más destacado fue el del comisario Santiago Martín Báguenas. No obstante, de esta época destacaron más los cambios realizados en el funcionamiento del cuerpo. Se reforzó el papel del Gabinete de Identificación y se mejoró su funcionamiento mediante la implantación de nuevas directivas. También se reformó la Brigada de Investigación Criminal para mejorar el desempeño de sus funciones, así como el Servicio de Automovilismo y los servicios de radiotransmisión.
Al comienzo de la Guerra Civil Española, en julio de 1936, el Cuerpo de Investigación y Vigilancia contaba con casi 3.800 componentes; buena parte del cuerpo se puso del lado de las fuerzas sublevadas. El 26 de diciembre de ese año se constituyó en la zona republicana un «Cuerpo de Seguridad» que unificaba en una sola organización a los antiguos cuerpos de Vigilancia y de Seguridad, aunque con dos ramas: la civil y la militarizada. En la zona sublevada continuó existiendo durante el resto de la guerra. 
Tras el final de la contienda, el Régimen franquista procede a una profunda purga y reestructuración de la policía. Mediante la «Ley de Reorganización de los Servicios de Policía» de 8 de marzo de 1941 se reorganizaron las fuerzas policiales y el Cuerpo de Vigilancia e Investigación es sustituido por el nuevo Cuerpo General de Policía.

## Organización
Dentro de la organización interna, los efectivos del Cuerpo de Vigilancia se especializaban a su vez en la persecución de los distintos tipos de delitos, agrupándose así sus efectivos según una división del trabajo que hacían tanto en Brigadas y Divisiones. Hacia 1930 existían una «División de Investigación Criminal» —que se ocupaba de la delincuencia común—, y una «División de Investigación Social» —dedicada a la persecución de los delitos "sociales", las huelgas o las alteraciones del Orden público—.
Estos eran los principales, pero también existían otras secciones de distinto tipo:
- Servicio de Ferrocarriles: encargado de vigilar y controlar la delincuencia tanto en las estaciones de ferrocarril como en los trenes en tránsito.
- Servicio de Puertos Marítimos: encargado de vigilar y controlar la delincuencia en las zonas portuarias
- Servicio de Vigilancia de Fronteras y Extranjeros: entre sus funciones estaban el control de pasaportes, las entradas y salidas clandestinas del territorio nacional, etc.
- Gabinetes de Identificación: encargados de efectuar la toma de huellas dactilares y de fotografías de los detenidos. Los gabinetes de identificación también tenían a su cargo la realización de inspecciones oculares técnico-policiales en los lugares del delito, constituyendo una especie de primitiva policía científica.
- Inspecciones de Guardia: a cargo de los detenidos y efectos incautados, así como de la recepción de las denuncias.
- Servicio para la protección de personalidades.
- Servicios burocráticos y Servicios de policía administrativa.

En 1932 los servicios de Ferrocarriles y Fronteras fueron asumidos por una nueva «Brigada Móvil».